# Estación de Boves
La estación de Boves es una estación ferroviaria francesa, de la línea férrea París-Lille, situada en la comuna de Boves, en el departamento de Somme. Por ella transitan únicamente trenes regionales que unen París con el norte de Francia.

## Situación ferroviaria
La estación se encuentra a la puertas de un nudo ferroviario encargado de distribuir el tráfico ferroviario entre las ciudades de Lille y Amiens. De esta forma se sitúa en las líneas férreas siguientes:
- Línea férrea París-Lille. Se sitúa en el punto kilométrico 122,008 de esta línea radial.
- Línea férrea Ormoy-Villers - Boves. Eje que une el norte de Francia con las afueras de París sin pasar por Amiens. En la época de los trenes de vapor fue muy usada para transportar carbón hacia la capital. Fue perdiendo peso progresivamente y desmantelada parcialmente.

## Historia
Fue inaugurada el 20 de junio de 1846 por parte de la Compañía de ferrocarriles del Norte. En 1937, la estación pasó a ser explotada por la SNCF. 

## La estación
Cerrado su edificio para viajeros la estación se configura como un apeadero. Posee dos andenes, uno lateral y otro central al que acceden tres vías. Una pasarela metálica permite el cambio de andén. 

## Servicios ferroviarios

### Regionales
- Línea Amiens - París.
- Línea Amiens - Compiègne.